# Lipidómica

Esquema geral que mostra as relações do lipidoma com o genoma, transcriptoma, proteoma e metaboloma. Os lípidos também regulam o funcionamento das proteínas e transcrição genética como parte dum "interactoma" dinâmico na célula.

A lipidómica é o estudo em grande escala das vias e redes nas quais os lípidos intervêm nos sistemas biológicos. O termo "lipidoma" é utilizado para descrever o perfil lipídico completo duma célula, tecido, organismo ou ecossistema e constitui parte do "metabolome", que também inclui as outras três grandes classes de moléculas biológicas: proteínas/aminoácidos, açúcares e ácidos nucleicos. A lipidómica é um campo de investigação relativamente recente que foi impulsionado por rápidos avanços em tecnologias como espectrometria de massas, espectroscopia de ressonância magnética nuclear, espectroscopia de fluorescência, interferometria de polarização dual e métodos computacionais, acoplados com o reconhecimento do papel dos lípidos em muitas doenças metabólicas como a obesidade, aterosclerose, acidente vascular cerebral, hipertensão, e a diabetes. Este campo em rápida expansão complementa o enorme progresso feito em genómica e proteómica, todos estes que constituem a família da biologia de sistemas.
A investigação lipidómica envolve a identificação e quantificação de milhares de espécies moleculares de lípidos celulares e das suas interações com outros lípidos, proteínas e outros metabólitos. Pesquisadores em lipidómica examinam as estruturas, funções, interações e dinâmica dos lípidos celulares e as alterações que ocorrem durante a perturbação do sistema.
Han e Gross foram os primeiros a definir o campo da lipidómica ao integrarem as propriedades químicas específicas inerentes de espécies moleculares de lípidos com um enfoque baseado numa espectrometria de massas completa. Embora a lipidómica esteja sob a égide do campo mais geral da "metabolómica", a lipidómica é por si só uma disciplina devido ao caráter único e à especificidade funcional dos lípidos em relação a outros metabólitos.
Na investigação lipidómica, uma vasta quantidade de informação que descreve quantitativamente as alterações espaciais e temporais no conteúdo e composição de diferentes espécies moleculares de lípidos é obtida após a peturbação de uma célula através de mudanças no seu estado fisiológico ou patológico. A informação obtida nestes estudos facilita o estudo dos mecanismos pelos quais se produzem alterações no funcionamento celular. Portanto, os estudos lipidómicos desempenham um papel essencial na definição dos mecanismos bioquímicos dos processos de doenças relacionadas com lípidos por meio da identificação de alterações no metabolismo lipídico celular, tráfico de substâncias e homeostase. O crescente interesse na investigação lipidómica pode constatar-se em iniciativas como LIPID Metabolites And Pathways Strategy (LIPID MAPS Consortium) e The European Lipidomics Initiative (ELIfe). e The European Lipidomics Initiative (ELIfe).

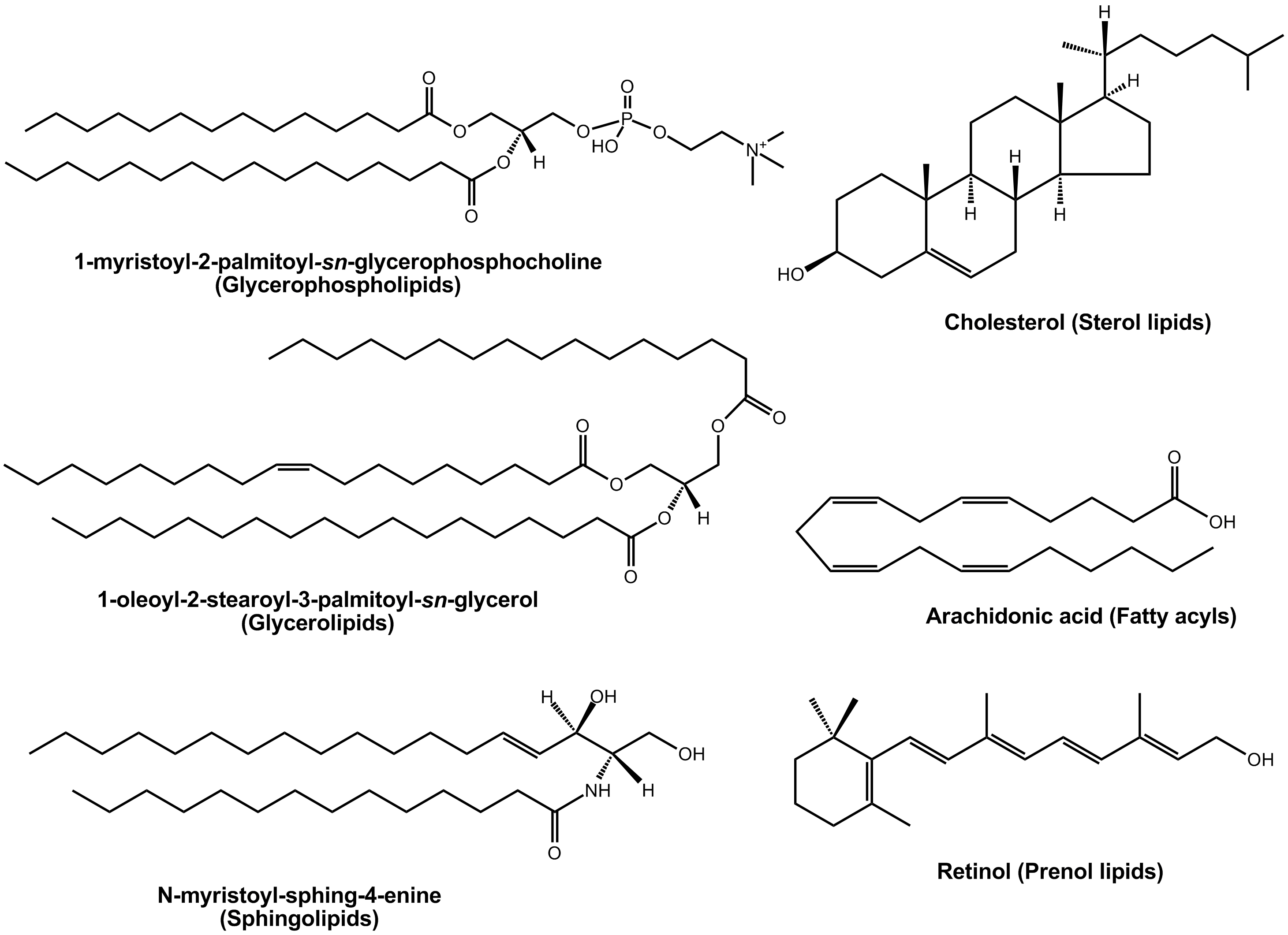
Exemplos dalguns lípidos de várias classes.